# Ladislav Bačík
Ladislav Bačík (14. července 1933 – 6. ledna 2016 Piešťany) byl československý a slovenský sportovní plavec a pólista, účastník olympijských her v roce 1952 a v roce 1956.
Plavat se naučil v útlém dětství. Jeho otec Rudolf byl správcem lázeňského koupaliště Eva v Piešťanech a vyrůstal tak s rodiči přímo u vody. Poprvé na sebe upozornil jako dorostenec v roce 1949. Jeho specializací byl plavecký styl znak, ve kterém patřil v první polovině padesátých let dvacátého století k evropské špičce. Ve vodním pólu hrál na pozici středního útočníka (centra).
V roce 1952 startoval na olympijských hrách v Helsinkách, kde na 100 m znak nepostoupil z rozplaveb do dalších bojů. V říjnu 1953 překonal v krátkém 25 m bazénu časem 59,8 s československý rekord Ivana Chorváta na 100 m volným způsobem (kraulem). Stal se druhým plavcem z Československa, který překonal na 100 m magickou hranice 60 sekund – neoficiální rekordní čas 59,5 s Jaromíra Maříka byl z tabulek vymazán kvůli jeho emigraci v roce 1949.
Na 1954 nastoupil základní vojenskou službu a závodil za armádní klub ÚDA. V srpnu startoval na mistrovství Evropy v italském Turínu. Na 100 m volný způsob nepostoupil z rozplaveb do dalších bojů. Se štafetou na 4×200 m překvapivě nepostoupil z rozplaveb do finále.
V roce 1955 se vrátil z vojny do Piešťan. V roce 1956 vybojoval nominaci na své druhé olympijské hry v Melbourne. Na 100 m znak postoupil z rozplaveb do semifinále, ale následný semifinálový závod se mu nepovedl a výrazně horším časem z rozplaveb skončil na posledním 8. místě.
Od roku 1957 měly jeho zaplavané časy sestupnou tendenci, přesto v roce 1958 uhájil místo v reprezentaci na mistrovství Evropy v maďarské Budapešti. Na 100 m znak skončil ve své rozplavbě až pátý a náladu si spravil pěkným pátým místem s polohou štafetou na 4×100 m.
Od roku 1959 se začal věnovat výhradně vodnímu pólu. V roce 1966 hrál vodní pólo za československou reprezentaci na mistrovství Evropy v Utrechtu. Aktivní sportovní kariéru ukončil v polovině sedmdesátých let dvacátého století. Věnoval se trenérské práci.
Zemřel v roce 2016.